# Clássico Vovô
Clássico Vovô, ou O vovô de todos os clássicos (« le grand-père de tous les classiques » en français) est le nom donné au Brésil au derby de Rio de Janeiro entre les équipes du Botafogo de Futebol e Regatas et du Fluminense Football Club. Il s'agit du plus vieux « classique » du Brésil, le premier ayant eu lieu le 27 aout 1905 (victoire de Botafogo par 4 buts à 0).

## Meilleures affluences
- Où pas inclus public payant et présente la référence est à la payants.

1. Fluminense 1 x 0 Botafogo, 142 339 spectateurs, le 27 juin 1971
2. Fluminense 1 x 1 Botafogo, 114 575 spectateurs, le 4 septembre 1983
3. Fluminense 2 x 1 Botafogo, 109 705 spectateurs, le 21 avril 1975
4. Fluminense 1 x 1 Botafogo, 105 299 spectateurs (dont 80 816 payants), le 23 mars 1969
5. Fluminense 1 x 2 Botafogo, 104 516 spectateurs (dont 81 364 payants), le 13 juillet 1958
6. Fluminense 0 x 1 Botafogo, 100 703 spectateurs, le 17 août 1975
7. Fluminense 0 x 1 Botafogo, 99 991 spectateurs, le 18 avril 1971
8. Fluminense 2 x 6 Botafogo, 89 100 spectateurs, le 22 décembre 1957
9. Fluminense 1 x 1 Botafogo, 88 571 spectateurs, le 20 décembre 1967
10. Fluminense 1 x 3 Botafogo, 81 359 spectateurs (dont 67 962 payants), le 22 novembre 1953
11. Fluminense 0 x 0 Botafogo, 80 916 spectateurs (dont 72 643 payants), le 4 mai 1997[1]

1. ↑  RSSSF Brasil